# Aloe labworana
Aloe labworana là một loài thực vật có hoa trong họ Măng tây. Loài này được (Reynolds) S.Carter mô tả khoa học đầu tiên năm 1994.